# Сахновский, Михаил Михайлович
Михаил Михайлович Сахновский (27.02.1915, Чернигов — 16.05.1994, Днепропетровск) — советский учёный в области строительных металлических конструкций, доктор технических наук (1971), профессор (1972), лауреат Сталинской премии (1949).

## Биография
Сын преподавателя Черниговской женской гимназии. Учился в Николаевском и Харьковском строительных техникумах. С 1932 г. работал техником-строителем Дальневосточного военно-строительного управления в г. Хабаровск. В 1937 г. зачислен в Харьковский инженерно-строительный институт и окончил его экстерном в 1939 г.
С 1939 по 1940 г. старший инженер института «Военпроект» в Харькове. Без отрыва от производства учился в аспирантуре ХИСИ, которую окончил в 1941 г.
С 1941 г. работал инженером Харьковского отделения строительно-проектного института № 4 Наркомата боеприпасов СССР. С 1942 г.- начальник отдела капитального строительства, начальник конструкторского отдела, с 1943 г. главный инженер Орского завода металлоконструкций (Оренбургская область). При его непосредственном участии было восстановлено более ста крупных железнодорожных и автомобильных мостов, а также производственные здания заводов чёрной металлургии.
С 1947 г. — главный технолог Днепропетровского завода металлоконструкций им. Молотова; с 1951 по 1957 г. — главный инженер Днепропетровской конторы Государственного проектного института «Проектстальконструкция».
В 1949 г. защитил кандидатскую диссертацию:
- Организация и технология изготовления цельносварных доменных печей с учётом требований скоростного монтажа : диссертация … кандидата технических наук : 05.00.00. — [Б. м.], 1948—1949. — 182 с. : ил.

С 1951 г. на преподавательской и научной работе в Днепропетровском институте инженеров транспорта: доцент кафедры «Мосты и конструкции», в 1961—1988 годах — заведующий кафедрой «Строительные конструкции», затем профессор той же кафедры.
Доктор технических наук (1971, степень присвоена после защиты доклада по опубликованным работам «Технологичность сварных строительных конструкций и вопросы совершенствования технологии производства стальных конструкций»), профессор (1972).
С 1991 г. на пенсии.

## Научная деятельность
Основатель научной школы «предупреждение аварий строительных конструкций и разработка технических решений для увеличения срока их эксплуатации». Подготовил двух докторов и 10 кандидатов технических наук.

### Сочинения
- Деформации, возникающие при сварке металлоконструкций [Текст] / Канд. техн. наук М. М. Сахновский, лауреат Сталинской премии. — Москва : [б. и.], 1951. — 30 л. : ил.; 29 см. — (Материалы/ СССР. М-во строительства предприятий тяжелой индустрии. Главстальконструкция. Гос. проектный ин-т Проектстальконструкция. Отд. науч.-техн. информации; Вып. 872).
- Технологичность строительных сварных стальных конструкций [Текст]. — 2-е изд., перераб. и доп. — Киев : Будiвельник, 1970. — 232 с. : ил.; 22 см.
- Справочник конструктора строительных сварных конструкций [Текст] / М. М. Сахновский. — Днепропетровск : Промiнь, 1975. — 237 с. : ил.; 22 см.
- Уроки аварий стальных конструкций [Текст] / М. М. Сахновский, А. М. Титов. — Киев : Будiвельник, 1969. — 200 с. : ил.; 22 см.
- Металлические конструкции [Текст] / ГУУЗ МПС. Днепропетр. ин-т инженеров ж.-д. транспорта. Кафедра строит. конструкций. — Днепропетровск : [б. и.], 1964—1968. — 3 т.; 20 см.
- Металлические конструкции (техническая эксплуатация) [Текст] / Под общ. ред. М. М. Сахновского. — Киев : Будiвельник, 1976. — 256 с. : ил.; 23 см.
- Металлические конструкции [Текст] / ГУУЗ МПС. Днепропетр. ин-т инженеров ж.-д. транспорта. Кафедра строит. конструкций. — Днепропетровск : [б. и.], 1964—1968. — 3 т.; 20 см; 20 см. Лекции 1-8. — 1964, вып. дан. 1965. — 207 с. : черт. Ч. 2: Балочная клетка. Ч. 2 : Конспект лекций 9-12. — 1968. — 122 с. : черт. Ч. 3: Металлические фермы и основы технологии изготовления металлических конструкций. Ч. 3 : Конспект лекций 13-14. — 1967. — 84 с. : черт.
- Металлические конструкции в железнодорожном строительстве [Текст] / М. М. Сахновский, лауреат Гос. премии СССР, проф., д-р техн. наук ; ГУУЗ МПС СССР. Днепропетр. ин-т инженеров ж.-д. транспорта. Кафедра строит. конструкций. — 2-е изд., перераб. и доп. — Днепропетровск : [б. и.], 1973-. — 20 см. Ч. 1. Лекции 1-6. — 1973 вып. дан. 1974. — 90 с. : ил. Ч. 2. Лекции 7-12. — 1976. — 120 с. : ил.
- Легкие конструкции стальных каркасов зданий и сооружений / М. М. Сахновский, д-р техн. наук. — Киев : Будiвельник, 1984. — 160, [1] с. : ил., табл.; 22 см. — (Библиотека строителя : БС).

## Награды и звания
Сталинская премия 1948 года (персональная) — за разработку и осуществление цельносварной доменной печи. Награждён орденом «Знак Почёта» (1959) и медалями, в том числе «За восстановление предприятий чёрной металлургии Юга» (1949).